# Frontal (2001)
Frontal (eigene Schreibweise: frontal, bis 2021: frontal21) ist ein politisches Fernsehmagazin im ZDF, das nach dem Ende der Magazine Frontal und Kennzeichen D gestartet wurde. Teilweise wurden Mitarbeiter dieser zwei Vorläufermagazine in die neue Redaktion übernommen. Am 3. April 2001 lief die erste, am 31. März 2015 die 500. Sendung. Bis dahin wurden 3182 Beiträge gesendet. Moderiert wurde das Magazin bis zum 20. Januar 2009 von Theo Koll und vom 24. Februar 2009 bis zum 22. April 2014 von Hilke Petersen. Seit dem 6. Mai 2014 moderiert Ilka Brecht. Am Ende jeder Sendung steht die politische Satirerubrik Toll! Laut ZDF kostet eine Folge des Magazins, die im Zollernhof produziert wird, rund 110.000 Euro.

## Name
Ursprünglich ging das Fernsehmagazin unter dem Namen Frontal21 auf Sendung. Er wurde vom Fernsehmagazin Frontal übernommen, wobei der Zusatz 21 für die Sendezeit „21:00 Uhr“ und das „21. Jahrhundert“ stand. Seit dem 20. Juli 2021 läuft das Magazin ohne den Zusatz unter dem Titel Frontal. Der Name wurde bereits seit Ende 2020 von einem Onlineformat der Frontal-Redaktion genutzt.

## Konzept
Frontal berichtet vor allem über politische, wirtschaftliche und gesellschaftliche Themen. Neben sozialer Gerechtigkeit werden die Lage auf dem Arbeitsmarkt, Reformen im Gesundheits-, Renten- und Bildungssystem als auch Verbraucherinformationen behandelt. Wesentlich für das Konzept der Sendung sind weiterhin klar gezogene und evidente Fronten zwischen in Beiträgen dargestellten Parteien. Dabei kam es in einigen wenigen Fällen, in denen Berichte, die Frontal sendete und die von anderen Massenmedien aufgenommen wurden, in Teilen der Bevölkerung zu Entrüstungen.
Über die Reaktionen der Beteiligten berichtet Frontal regelmäßig in der Rubrik „nachgehakt“. Die Satire Toll! steht am Schluss der Sendung als pointierter politischer Kommentar.
Für die seit dem 22. November 2011 ausgestrahlten Sendungen wurden das Studio und der Vorspann neu gestaltet.

## Toll!
Toll! ist eine Satirefilm-Reihe. In zweiminütigen Beiträgen bearbeitet sie mit satirischen Mitteln das politische oder gesellschaftliche Thema der Woche. Kennzeichen von Toll! sind eine minimalistische Erzählweise und eine anarchistische Bildsprache. Dazu gehören unter anderem der Einsatz manipulierter Nachrichtenbilder und übertrieben einfacher Symbolbilder.
Autoren von Toll! sind Werner Martin Doyé und Andreas Wiemers. Doyé und Wiemers produzieren auch Satirefilme für andere ZDF-Sendungen. Während der Fußball-WM 2006 belieferten sie etwa das ZDF-Sportprogramm mit der „WM-Rubrik, die wo noch keinen Namen hat“. Zum jeweiligen Jahresende produzieren Doyé und Wiemers eine eigene 30-minütige Sendung Der satirische Jahresrückblick im ZDF.
Im Internet gab es bis Mitte Februar 2008 eine tägliche Satire namens Täglich Toll! in Schriftform auf der Frontal-Homepage, die nach der 2499. Ausgabe in der bisherigen Form eingestellt und durch Toll! Ein Blog ersetzt wurde.

## Redaktion
Die Redaktion setzt sich zusammen aus:
| - Ilka Brecht, Moderatorin, Redaktionsleiterin - Christian Rohde, stellvertretender Redaktionsleiter - Michael Hölting, stellvertretender Redaktionsleiter - Joachim Bartz, Redakteur - Katja Belousova, Redakteurin - Jörg-Hendrik Brase, Redakteur - Werner Martin Doyé, Redakteur, Satireautor - Beate Frenkel, Redakteurin - David Gebhard, Redakteur - Jörg Göbel, Redakteur - Andreas Halbach, Redakteur - Michael Haselrieder, Redakteur - Anne Herzlieb, Redakteurin - Julia Klaus, Redakteurin - Hans Koberstein, Redakteur - Gunnar Krüger, Redakteur | - Nils Metzger, Redakteur - Martina Morawietz, Redakteurin - Sue Odenthal, Redakteurin - Marta Orosz, Redakteurin - Tonja Pölitz, Redakteurin - Astrid Randerath, Redakteurin - Karin Schilling, Redakteurin - Andreas Seibert, Redakteur - Ulrich Stoll, Redakteur - Michael Strompen, Redakteur - Dana Sümening, Redakteurin - Andreas Wiemers, Redakteur, Satireautor - Iris Wohsmann, Redakteurin - Kyo Mali Jung, Head of Content YouTube - Annett Honig, Redaktionsassistentin - Nancy Kathy Soworka, Redaktionsassistentin |

Ehemalige Redakteure (Auswahl):
| - Elmar Theveßen (2001–2002): Leiter des ZDF-Studios Washington - Thomas Walde (2001–2002): Leiter des ZDF-Studios Paris - Thomas Fuhrmann (2001–2005): Beauftragter für Sportstrategie in der ZDF-Intendanz - Thomas Reichart (2001–2010): Leiter des ZDF-Studios Tel Aviv - Johannes Hano (2002–2007): Leiter des ZDF-Studios Singapur - Christian Dezer (2014–2015): Leiter der Redaktion plan b - Armin Coerper (2016–2023): Leiter des ZDF-Studios Moskau |

## Moderatoren
- Theo Koll (3. April 2001 bis 20. Januar 2009)
- Hilke Petersen (24. Februar 2009 bis 22. April 2014)
- Ilka Brecht[9] (seit 6. Mai 2014)
- Thomas Walde (Vertretung am 17. Oktober 2017)
- Daniel Pontzen (Vertretung seit 11. Oktober 2022)

## Auszeichnungen
- 2005 erhielt Theo Koll – „stellvertretend für die redaktionelle Gesamtleistung“ – den mit 7000 Euro dotierten bayerischen Fernsehpreis „Blauer Panther“ für seine Moderation von Frontal.[10]
- 2006 wurde Frontal mit dem Hanns-Joachim-Friedrichs-Preis ausgezeichnet. Frontal findet nach Ansicht der Jury von Woche zu Woche „neue Formen der kritischen Vermittlung aktueller politischer Themen auf hohem Niveau“. Auch gelinge es der Redaktion, über längere Zeit hinweg eine Vielzahl von Problemfällen im Blick zu behalten und für den Zuschauer transparent zu machen.
- 2007 wurde Frontal mit der Goldenen Kamera ausgezeichnet.
- 2007 und 2008 wurden die Autoren der satirischen Kolumne Toll!, Andreas Wiemers und Werner Doyé, für den Adolf-Grimme-Preis in der „Kategorie Spezial“ nominiert.
- 2008 wurden Steffen Judzikowski und Hans Koberstein mit dem BAUM-Umweltpreis ausgezeichnet.
- 2008 wurden Steffen Judzikowski und Hans Koberstein für die Frontal21-Dokumentation „Das Kartell – Deutschland im Griff der Energiekonzerne“ mit dem Otto-Brenner-Preis ausgezeichnet.
- 2009 wurden Werner Doyé und Andreas Wiemers mit ihrem „satirischen Jahresrückblick 2008“ für den Adolf-Grimme-Preis nominiert.
- 2009 wurden die Frontal-Autoren Astrid Randerath und Christian Esser mit dem Hanns-Joachim-Friedrichs-Förderpreis für ihre Fernsehdokumentation „Das Pharmakartell“ ausgezeichnet. Die Jury sieht hier „ein herausragendes Beispiel von investigativem Journalismus“.[11]
- 2009 wurden die Frontal-Autoren Reinhard Laska und Christian Rohde mit dem Deutschen Wirtschaftsfilmpreis (3. Platz) für ihre Dokumentation „Das Milliardenspiel – Wer hat unser Geld verzockt?“ ausgezeichnet.[12]
- 2010 wurden Werner Doyé und Andreas Wiemers sowohl für ihre Mockumentary Der schwarze Kanal kehrt zurück wie auch ihre Rubrik „Toll!“ für den Adolf-Grimme-Preis nominiert.
- 2011 wurden Steffen Judzikowski und Christian Rohde für die Frontal-Dokumentation „Der große Bluff – Die falschen Versprechen der Atompolitik“ mit dem Preis der Agentur für Erneuerbare Energie ausgezeichnet.
- 2015 wurden Birte Meier und Christian Esser für die Frontal-Dokumentation „Die große Samwer-Show – Die Milliardengeschäfte der Zalando-Boys“ mit dem Deutschen Wirtschaftsfilmpreis in der Kategorie „Filme über die Wirtschaft (Langfilme)“ ausgezeichnet.

## Kritik und Kontroversen

### Computerspiele
Immer wieder wurde Frontal für einzelne Berichte kritisiert, so auch für seine Berichte über möglicherweise gewaltverherrlichende Computerspiele, auch „Killerspiele“, „Gewaltspiele“ oder „Brutalspiele“ genannt. Konkret geht es den Kritikern meist um den Beitrag „Videogemetzel im Kinderzimmer“ vom 9. November 2004 sowie den Beitrag „Gewalt ohne Grenzen“ vom 26. April 2005. Laut Frontal gingen nach dem Beitrag vom 9. November 2004 tausende E-Mails bei Frontal ein. Tatsächlich gab es zu dieser Zeit auch im Forum der Internetseite des ZDF tausende Postings. Bei beiden Beiträgen wird Frontal vorgeworfen, fehlende Neutralität an den Tag zu legen, gezielt videospielkritische Personen auszuwählen und bei den Befürwortern von sogenannten „Gewaltspielen“ solche Personen darzustellen, die wenig Medienkompetenz besitzen, sowie einen demagogischen und übertriebenen sprachlichen Ton zu verwenden, um so den Zusammenhang von Gewalt und Videospielen zusätzlich zu übertreiben. Gegenüber der Öffentlichkeit wird die Kritik von Frontal jedoch darauf zurückgeführt, dass die digitale Gemeinde Anstoß an der Thematisierung der im Beitrag tatsächlich nicht dargestellten Suchtgefahr genommen habe:
- „2004 – die digitale Gemeinde in Aufruhr: Frontal21 berichtet über Killerspiele. „Das macht süchtig“, sagten wir – und kassierten jede Menge Widerspruch und Parodien.“[16]

Inhaltlich nahm die Frontal-Redaktion zur Kritik wie folgt auf ihrer Internetseite Stellung:
- „Die Behauptung, der Film befürworte die so genannte Stimulationstheorie, nach der Gewaltspiele auch aggressiv machen, war nicht Gegenstand des Filmbeitrages. Schon gar nicht Behauptungen wie ‚Killerspiele führen zu Massenmord‘“. Die zur Verifizierung dieser Theorie notwendigen Langzeitstudien existieren entweder nicht oder sind methodisch umstritten.
- „Besonders in einer modernen Gesellschaft muss die Frage gestellt werden, wie ein humanistischer Wertekonsens und das Grundgesetz auch in virtuellen Welten geschützt werden kann. Die Artikel der Verfassung haben auch in der virtuellen Welt ihre Gültigkeit.“
- „Immer wieder wurde auch in vielen Briefen an die Redaktion unser Satz kritisiert, Doom 3 sei ‚nicht indiziert‘ und ‚gilt als nicht jugendgefährdend‘. Diese Aussage gibt exakt die Bewertung in den Kategorien des neuen Jugendschutzgesetzes wieder.“

Im Widerspruch zu der Stellungnahme der Frontal-Redaktion zu den vorangegangenen Sendungen wurden im neueren Artikel auch in Deutschland nicht zugelassene Importversionen von Spielen gezeigt sowie durch sogenannte Blut-Patches veränderte Spiele.
In weiterer Folge der Berichterstattung zu sogenannten Killerspielen wurde von Spielern auf die Mehrfachrolle der CDU-Politikerin Maria Böhmer als stellvertretende Vorsitzende im Fernsehrat des ZDF, als Anwärterin auf politische Ämter einer künftigen Bundesregierung und als treibende Kraft hinter der Aufnahme eines „Killerspiel-Verbots“ in den Koalitionsvertrag der Bundesregierung von 2005 hingewiesen, was von Medien als möglicher Hintergrund der Computerspiel-Berichte gedeutet und von Maria Böhmer abgestritten wurde.

### Hörfunk-PR
Im Sommer 2007 berichtete Frontal in einem Beitrag von Andreas Halbach über den Einfluss von PR im Radio. Später wurde dem ZDF vorgeworfen, selbst einer der größten Auftraggeber von Radio-PR-Agenturen zu sein. Auch die Redaktion von Frontal hatte selbst mehrfach Radio-PR-Agenturen beauftragt. Ein Interview, welches ZDF-Autor Halbach mit dem Inhaber der Hörfunk-PR-Agentur audioetage führte, wurde später als Manuskript mehrfach im Netz veröffentlicht und als Beleg für die Voreingenommenheit des Autors gewertet.

### Christliche Mission
Kritik erntete das Magazin auch für einen im Sommer 2009 ausgestrahlten Beitrag, der evangelikale Christen in die Nähe von islamischen Fundamentalisten rückt. Der Rat der Evangelischen Kirche nannte den Beitrag „ein besonders markantes Beispiel für eine mediale Berichterstattung, die notwendige Unterscheidungen vermissen lässt und sich fragwürdiger journalistischer Mittel bedient […] Eine solche Art von Journalismus wird den Anforderungen an eine solide Recherche nicht gerecht.“
ZDF-Intendant Markus Schächter verteidigte den Beitrag. Darin sei es „ausschließlich um fragwürdige Werbung für Missionseinsätze und die Gefahren“ gegangen, in die Missionare sich selbst und andere brächten. Von einer Gleichsetzung von „überzeugten Christen mit islamischen Terroristen oder Selbstmordattentätern“ könne keine Rede sein. Den Streit zwischen Frontal und der EKD griff zwei Monate später das ARD-Magazin Panorama auf.
Ein Ermittlungsverfahren wegen Volksverhetzung wurde eingestellt. Die Staatsanwaltschaft konnte keine strafrechtliche Relevanz des Beitrages feststellen.

### ZDF-Fernsehrat
Im Februar 2011 kritisierten Mitglieder der Unionsparteien im ZDF-Fernsehrat die Redaktion. Weiter wurde eine Ermahnung gegen die Redaktion des Politmagazins ausgesprochen, der sie eine „tendenziöse Bildsprache“ und „zu einseitige Berichterstattung“ insbesondere in einem kritischen Beitrag über die Atompolitik der Bundesregierung vorwarfen. Nach Angaben von Spiegel Online kritisierten Journalisten des ZDF dies als „gezielten Einschüchterungsversuch“ sowie, dass sich die Union nach der Abwahl von Chefredakteur Nikolaus Brender offenbar auf das Magazin „einschießen“ würde. Nach Angaben des Spiegels wurden Frontal-Redakteure in den vorhergehenden Monaten bereits mehrfach vor den Chefredaktionsausschuss zitiert. Chefredakteur Peter Frey habe Kritik an der Ausrichtung des Magazins jedoch stets zurückgewiesen.